# Teià

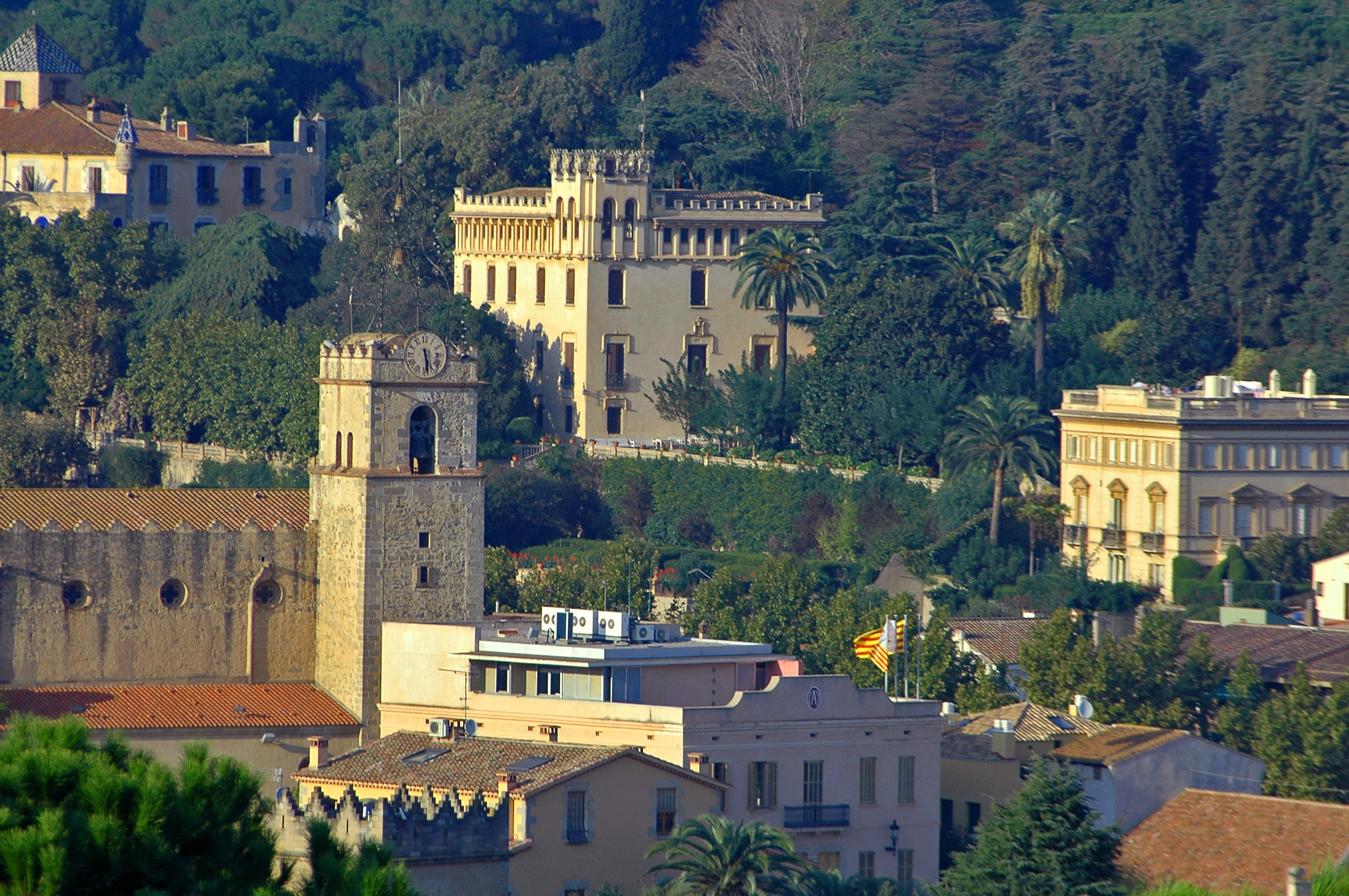
Teià

Teià è un comune spagnolo di 5 450 abitanti situato nella comunità autonoma della Catalogna.

## Amministrazione

### Gemellaggi
- Massarosa